# Ervin Skela
Ervin Skela (ur. 17 listopada 1976 we Wlorze) – albański piłkarz występujący na pozycji pomocnika, reprezentant Albanii w latach 2000–2011.

## Kariera klubowa
Skela rozpoczynał piłkarską karierę we Vlorze - w miejscowym klubie Flamurtari FC. Już w 1992 roku zadebiutował w Kategoria Superiore, mając 16 lat. We Flamurtari występował przez rok i na sezon 1993/1994 trafił na wypożyczenie do SK Tirana, by po roku wrócić do klubu z rodzinnej miejscowości.
W połowie sezonu 1994/1995 Skela wyjechał do Niemiec, a jego pierwszym zespołem w tym kraju był 1. FC Union Berlin, w barwach którego występował w Regionallidze Północno-Wschodniej. Grając w nim przez 3 lata, nie awansował do 2. Bundesligi, a w 1997 roku przeszedł do FC Erzgebirge Aue, występującego na tym samym szczeblu rozgrywek. Dwa lata później Albańczyk znów zmienił klub, tym razem na drugoligowy Chemnitzer FC. W tej drużynie miał pewne miejsce w wyjściowej "jedenastce", a zimą 2001 roku trafił na krótki okres do SV Waldhof Mannheim.
Kolejnym klubem Skeli był Eintracht Frankfurt, z którym w sezonach 2001/2002 i 2002/2003 występował w drugiej lidze, zdobywając przez ten okres 18 goli i wywalczając awans do Bundesligi. W najwyższej klasie rozgrywkowej Niemiec zadebiutował 1 sierpnia 2003 roku w przegranym 1:3 meczu z Bayernem Monachium, już w debiucie strzelając bramkę z rzutu wolnego. Eintracht jednakże nie spisywał się najlepiej i pomimo 8 goli Skeli, na koniec sezonu został zdegradowany.
W 2004 roku przeniósł się do Arminii Bielefeld, która awansowała wówczas do pierwszej ligi. Podobnie jak w Eintrachcie, tak i w zespole z Bielefeld zawodnik grał w podstawowym składzie. Z Arminią utrzymał się w Bundeslidze, a latem 2005 roku skorzystał z oferty 1. FC Kaiserslautern. W "Czerwonych Diabłach" zagrał we wszystkich 34 spotkaniach i zdobył 4 bramki, ale ponownie jego klub spadł z ligi. W 2006 roku Skela wyjechał do Włoch, gdzie przez pół sezonu reprezentował Ascoli Calcio, a już zimą następnego roku wrócił do Niemiec i pomógł drużynie Energie Cottbus w uniknięciu degradacji do 2. Bundesligi.
W latach 2009–2010 grał w TuS Koblenz, a w 2011 trafił do Arki Gdynia, w której zadebiutował 11 marca 2011 w zremisowanym 2:2 wyjazdowym meczu z Górnikiem Zabrze. W Arce rozegrał 5 meczów. W latach 2014–2019 grał na poziomie amatorskim w FC Hanau 93 w siódmej lidze niemieckiej.
| Sezon   | Klub                 | Kraj    | Rozgrywki           | Mecze | Bramki |
| ------- | -------------------- | ------- | ------------------- | ----- | ------ |
| 1992/93 | Flamurtari FC        | Albania | Kategoria Superiore | 20    | 2      |
| 1993/94 | KF Tirana            | Albania | Kategoria Superiore | 4     | 0      |
| 1994/95 | Flamurtari FC        | Albania | Kategoria Superiore | 12    | 2      |
| 1994/95 | 1. FC Union Berlin   | Niemcy  | Regionalliga        | 11    | 1      |
| 1995/96 | 1. FC Union Berlin   | Niemcy  | Regionalliga        | 18    | 3      |
| 1996/97 | 1. FC Union Berlin   | Niemcy  | Regionalliga        | 28    | 4      |
| 1997/98 | FC Erzgebirge Aue    | Niemcy  | Regionalliga        | 33    | 6      |
| 1998/99 | FC Erzgebirge Aue    | Niemcy  | Regionalliga        | 14    | 1      |
| 1999/00 | Chemnitzer FC        | Niemcy  | 2. Bundesliga       | 32    | 8      |
| 2000/01 | Chemnitzer FC        | Niemcy  | 2. Bundesliga       | 18    | 3      |
| 2000/01 | SV Waldhof Mannheim  | Niemcy  | 2. Bundesliga       | 15    | 3      |
| 2001/02 | Eintracht Frankfurt  | Niemcy  | 2. Bundesliga       | 29    | 8      |
| 2002/03 | Eintracht Frankfurt  | Niemcy  | 2. Bundesliga       | 33    | 10     |
| 2003/04 | Eintracht Frankfurt  | Niemcy  | Bundesliga          | 30    | 8      |
| 2004/05 | Arminia Bielefeld    | Niemcy  | Bundesliga          | 32    | 0      |
| 2005/06 | 1. FC Kaiserslautern | Niemcy  | Bundesliga          | 34    | 4      |
| 2006/07 | Ascoli Calcio        | Włochy  | Serie A             | 7     | 0      |
| 2006/07 | Energie Cottbus      | Niemcy  | Bundesliga          | 7     | 0      |
| 2007/08 | Energie Cottbus      | Niemcy  | Bundesliga          | 34    | 7      |
| 2008/09 | Energie Cottbus      | Niemcy  | Bundesliga          | 31    | 2      |
| 2010/11 | Arka Gdynia          | Polska  | Ekstraklasa         | 5     | 0      |

- Łącznie w Kategoria Superiore: 36 spotkań, 4 bramki
- Łącznie w Bundeslidze: 137 spotkań, 19 bramek
- Łącznie w Serie A: 7 spotkań, 0 bramek
- Łącznie w Ekstraklasie: 5 spotkań, 0 bramek

## Kariera reprezentacyjna
W reprezentacji Albanii Skela zadebiutował 15 sierpnia 2000 w zremisowanym 0:0 towarzyskim meczu z Cyprem. Od czasu debiutu, stał się zawodnikiem pierwszego składu kadry. W swojej karierze brał udział w eliminacjach do Mistrzostw Świata 2002, 2006 oraz w kwalifikacjach do Mistrzostw Europy 2004 i 2008.

## Sukcesy

### Zespołowe
KF Tirana
- Puchar Albanii: 1993/94

### Indywidualne
- piłkarz roku w Albanii: 2007